# Glyptina socia
Glyptina socia är en skalbaggsart som först beskrevs av Horn 1889.  Glyptina socia ingår i släktet Glyptina och familjen bladbaggar. Inga underarter finns listade i Catalogue of Life.